# 八里湾镇 (开封市)
八里湾镇，是中华人民共和国河南省開封市祥符区下辖的一个乡镇级行政单位。

## 行政区划
八里湾镇下辖以下地区：
八里湾村、刘铁村、锦江村、玉皇庙村、闫呈岗村、张马庄村、陈德楼村、闫楼村、火张村、大王砦村、芦村、果元村、黄姚村、大马营村、东里村、小河村、么角楼村、俄赵村、内官营村、姬坡村、毛砦村、贾砦村和翟砦村。